# Saint-Martin-des-Combes
Saint-Martin-des-Combes – miejscowość i gmina we Francji, w regionie Nowa Akwitania, w departamencie Dordogne.
Według danych na rok 1990 gminę zamieszkiwało 151 osób, a gęstość zaludnienia wynosiła 11 osób/km² (wśród 2290 gmin Akwitanii Saint-Martin-des-Combes plasuje się na 1025. miejscu pod względem liczby ludności, natomiast pod względem powierzchni na miejscu 834.).